# Pasiphila malachita
Pasiphila malachita är en fjärilsart som först beskrevs av Edward Meyrick 1913a.  Pasiphila malachita ingår i släktet Pasiphila och familjen mätare. Inga underarter finns listade i Catalogue of Life.